# 2058 Рока
2058 Рока (2058 Róka) — астероїд головного поясу, відкритий 22 січня 1938 року.
Тіссеранів параметр щодо Юпітера — 3,197.